# Nephodia eccentrica
Nephodia eccentrica là một loài bướm đêm trong họ Geometridae.